# Emanuele Greco
Emanuele Greco (Taranto, 18 dicembre 1945) è un archeologo italiano, specialista di topografia dell'Italia antica e di colonizzazione greca.

## Biografia

### Studi e attività di scavo
Nel 1968 si è laureato in lettere classiche all'Università di Bari, con una tesi di archeologia dell'antica Grecia, dal titolo L'acropoli di Velia, avendo come relatore Mario Napoli e correlatori Attilio Stazio e M. Marin.
Negli anni 1969-1971 ha frequentato la Scuola Nazionale di Archeologia presso l'Università "La Sapienza" di Roma.
Ha iniziato l'attività di ricerca sul campo con Mario Napoli, negli scavi di Elea e Paestum, con Dinu Adameșteanu a Metaponto, e con la soprintendenza della Calabria, nei siti di Laos e Crotone. A tali centri, a cui sono da aggiungere Sibari e Moio della Civitella, è particolarmente legata la sua attività archeologica in Magna Grecia.
In Grecia ha lavorato a Itanos, Thouria (in Messenia) e a Efestia, impegnato nel riportare alla luce le mura arcaiche e la fase micenea della città.

### Incarichi accademici
Dopo essere stato assistente all'Università di Salerno dal 1971 al 1978, ha insegnato Topografia dell'Italia antica come incaricato (1978-1982) e come associato (1983-1993) presso l'Università di Napoli "L'Orientale", salvo l'intermezzo 1990-1991, durante il quale ha insegnato in Francia presso l'EHESS-École des Hautes Études en Sciences Sociales.
Dal 1994, sempre all'Orientale, è professore straordinario di Archeologia della Magna Grecia e dal 1997 ordinario di Archeologia Classica.
Dal 1º ottobre 2000 è succeduto ad Antonino Di Vita nella direzione della Scuola Archeologica Italiana di Atene. Con la Scuola ha dato impulso alle ricerche su Efestia e Thouria, al fianco dei tradizionali filoni, come Gortyna e Festòs, seguiti dalla missione italiana sull'isola di Creta.
Nel 2007 è stato al Lincoln College di Oxford e nel 2008 è stato a Parigi, visiting professor all'Università Paris I: Panthéon Sorbonne.

## Pubblicazioni
- (con Mario Torelli), Storia dell'urbanistica. Il mondo greco. (vol. 5), in Paolo Sica, Storia dell'urbanistica, Roma-Bari, Laterza ISBN 88-420-2290-X
- I santuari, in Giovanni Pugliese Carratelli, Magna Grecia, vol. 4, pp. 159 e segg., Milano, Electa, 1990 ISBN 88-435-3130-1
- Spazi pubblici e impianti urbani in Giovanni Pugliese Carratelli, Magna Grecia, cit., pp. 9 e segg.
- con Angela Pontrandolfo, Guida archeologica d'Italia, Mondadori, Milano, 1992, ISBN 88-04-34549-7
- Archeologia della Magna Grecia, Laterza, Roma-Bari, 1992 ISBN 88-420-3989-6 (6ª ed. 2006)
- Dal villaggio alla città, in Perry Anderson, Maurice Aymard, Paul Bairoch, Walter Barberis, Carlo Ginzburg, Storia d'Europa pp. 587–600, 2 vol., Preistoria e antichità, a cura di Jean Guilaine e Salvatore Settis ISBN 88-06-13437-X
- con D. Mertens, Urbanistica, in Giovanni Pugliese Carratelli, I Greci in occidente, pp. 243–262, (Catalogo della mostra a Venezia-Palazzo Grassi 1996) Milano, Bompiani ISBN 88-452-2821-5
- Città e territorio, in Giovanni Pugliese Carratelli, I Greci in occidente, pp. 233–242, (Catalogo della mostra a Venezia-Palazzo Grassi 1996) Milano, Bompiani ISBN 88-452-2821-5
- Definizione dello spazio urbano: architettura e spazio pubblico, in Salvatore Settis, I Greci: Storia Cultura Arte Società, vol. 2. 2, pp. 619–652, Torino, Einaudi, ISBN 88-06-14400-6
- La città greca. Società, istituzioni e forme urbane, Roma, Donzelli editore, ISBN 88-7989-507-9